# Coelioxys mitchelli
Coelioxys mitchelli är en biart som beskrevs av Baker 1975. Coelioxys mitchelli ingår i släktet kägelbin, och familjen buksamlarbin. Inga underarter finns listade i Catalogue of Life.